# Edson Aparecido de Souza
Edson Aparecido de Souza (født 29. november 1962) er en tidligere brasiliansk fodboldspiller.
Han har spillet for flere forskellige klubber i sin karriere, herunder Yomiuri og Bellmare Hiratsuka.